# Południk Warszawski

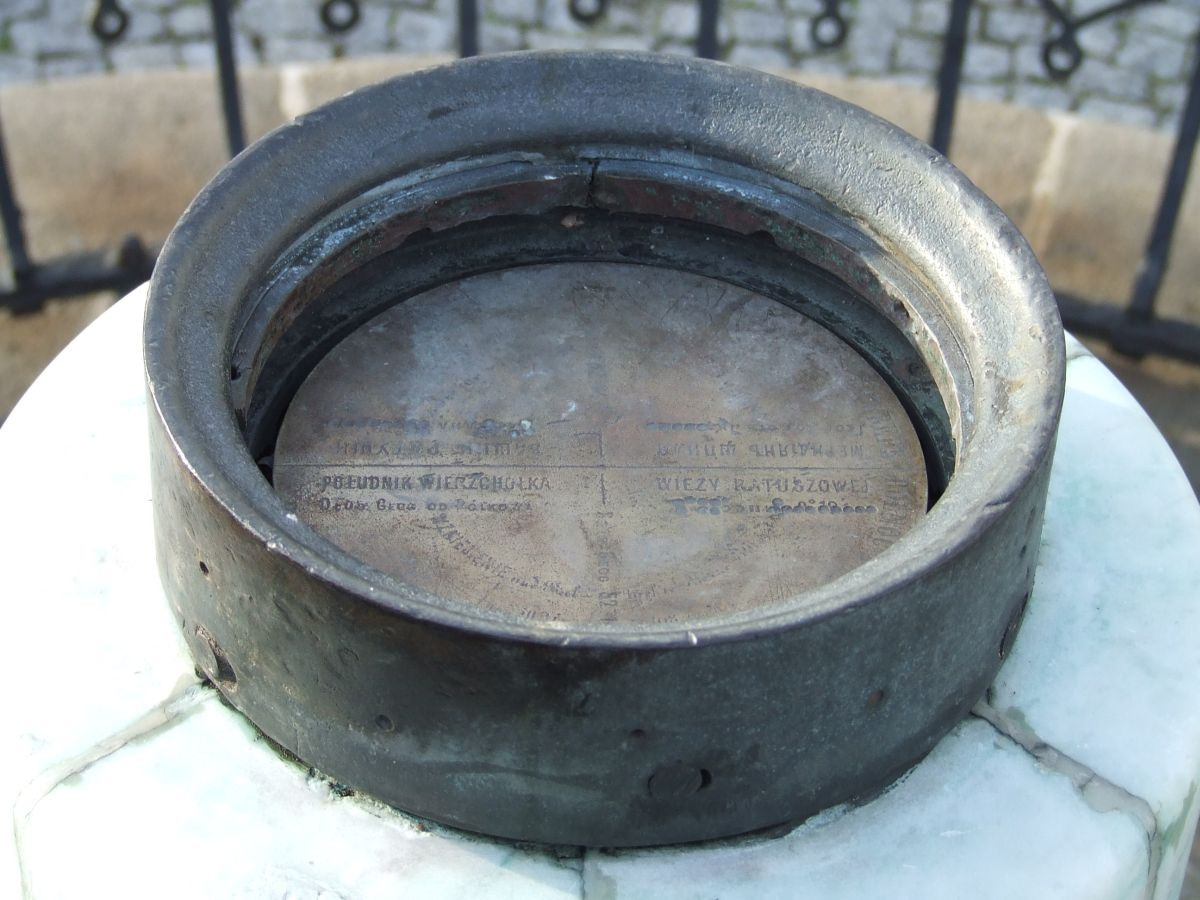
Tabliczka na szczycie kolumny

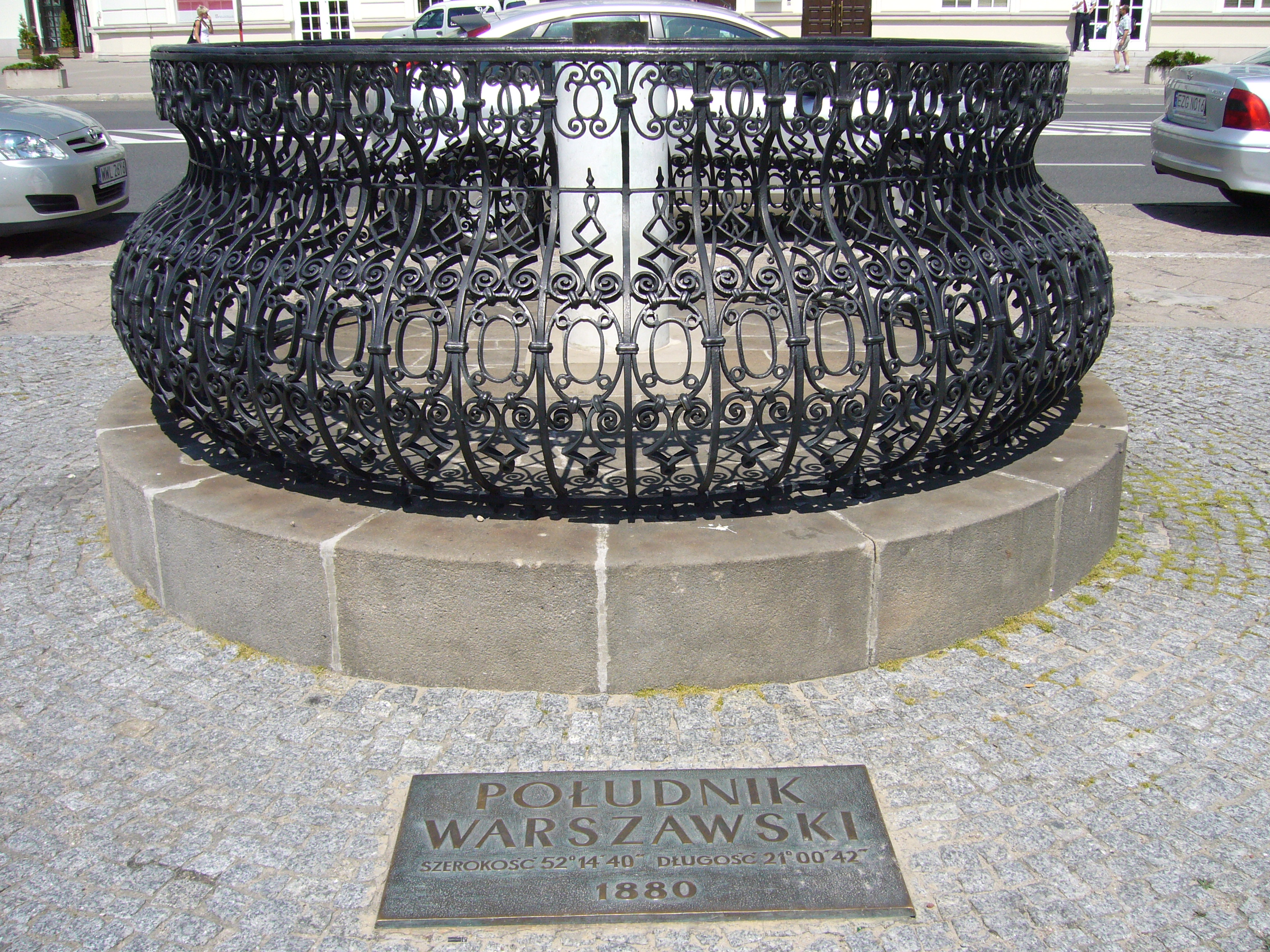
Kolumna otoczona balustradą i tabliczka z błędnym opisem.

Południk Warszawski, od 2022 oficjalnie pomnik Geodezji Europejskiej – zwyczajowa nazwa zabytkowej kolumny, znajdującej się na placu Teatralnym w Warszawie, błędnie utożsamianej z historycznym warszawskim południkiem zerowym lub południkiem 21°E, przechodzącym przez centrum Warszawy. W rzeczywistości jest to geodezyjne stanowisko pomiarowe z 1872 roku.

## Historia
W 1872 roku (dawniej błędnie podawano datę 1880), na placu Teatralnym przed pałacem Jabłonowskich, ówczesną siedzibą władz miejskich, ustawiono marmurową kolumnę. Na szczycie kolumny umieszczono metalowy blat zabezpieczony przeszkloną oprawą, na którym wypisano współrzędne geograficzne punktu pomiarowego, jego wysokość nad poziomem morza Bałtyckiego i zera Wisły; jako centr, na blacie wyryto krzyżujące się pod kątem prostym linie równoleżnika i południka, przechodzącego przez szpic wieży ratuszowej, który pełnił funkcję bazowego punktu triangulacyjnego na terenie Warszawy.
Kolumna powstała w związku z pomiarami triangulacyjnymi łuku geodezyjnego równoleżnika 52°N, prowadzonymi przez polskiego generała w służbie rosyjskiej, inżyniera i geodetę, Józefa Ippolitowicza Żylińskiego (Józefa Mordas-Żylińskiego herbu Janina) w latach 1870-1885 na terenie Imperium Rosyjskiego; łuk równoleżnika 52°N ciągnął się od Valencji w Irlandii do Orska na Uralu, i stanowił część międzynarodowej sieci triangulacyjnej, tworzonej od 1861 na potrzeby geodezyjnej kampanii pomiaru długości stopnia w Europie Środkowej, potem rozciągniętej na cały kontynent, włączając do niej narodowe sieci triangulacyjne państw europejskich, w tym łuk południka paryskiego – za pomocą którego zdefiniowano długość metra – oraz łuk geodezyjny południka Struve-Tenner w Rosji. 
Kolumna służyła jako stanowisko do pomiarów geodezyjnych i magnetycznych, będąc tzw. punktem przeniesienia współrzędnych z punktu triangulacyjnego na wieży ratuszowej. Na ścianach ratusza i Teatru Wielkiego umieszczone były miedziane listwy (miry południkowe), służące do kalibracji geodezyjnych instrumentów pomiarowych na kierunek północ/południe, od którego liczone są azymuty, oraz przy wykonywaniu obserwacji deklinacji magnetycznej, czyli zmian odchylenia kierunku północy magnetycznej od północy geograficznej. Także w nawierzchni placu wmurowano szyny, dla oznaczenia przebiegu południka wieży ratuszowej.
Rok po powstaniu (1873), kolumnę otoczono żelazną, kolistą balustradą zabezpieczającą, na zlecenie namiestnika Królestwa Polskiego, rosyjskiego geodety, hrabiego Fiodora Berga.
Kolumna w nienaruszonym stanie przetrwała II wojnę światową, mimo znacznych zniszczeń zabudowy wokół placu. W 1965 roku, podczas przebudowy placu Teatralnego, umieszczono w nawierzchni tabliczkę błędnie podającą nazwę „południk warszawski” oraz datę powstania - 1880. Po pracach archeologicznych w otoczeniu kolumny z 2013 roku, tabliczkę usunięto.
We wrześniu 2022 wykonano renowację kolumny i zamontowano obok niej tablicę informacyjne w języku polskim i angielskim. 14 września 2022 odsłonięto kolumnę po renowacji, oficjalnie jako pomnik Geodezji Europejskiej, w związku z odbywającym się w dniach 11−15 września 2022 Międzynarodowym Kongresie Geodetów FIG w Warszawie.

## Inne informacje
Warszawski południk zerowy nie jest związany z kolumną na placu Teatralnym. Jest to południk przechodzący przez instrument przejściowy w budynku Obserwatorium Astronomicznego UW, wyznaczony w 1825 przez założyciela obserwatorium, astronoma Franciszka Armińskiego. Warszawski południk zerowy wykorzystany został podczas prac kartograficznych przy tzw. Mapie Kwatermistrzostwa z 1839, gdzie długości geograficzne podane są względem tego południka. Obecnie, południk ten ma długość geodezyjną wynoszącą 21° 01' 39,259" E.
Pozycja kolumny nie koresponduje także z przebiegiem południka 21°E, czasami nazywanego „południkiem warszawskim”, jako że przebiega on przez centrum Warszawy.